# Efecte de proximitat (litografia de feix d'electrons)

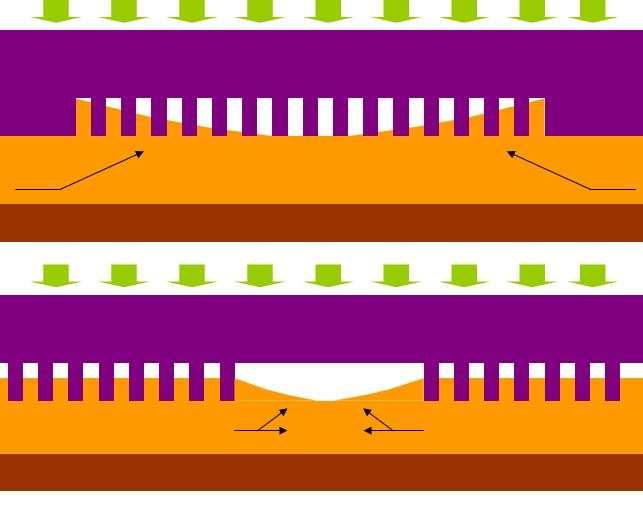
Il·lustració de l'efecte de proximitat en litografia de nanoempremta. A dalt: la matriu de depressions s'omple més ràpidament a la vora que al centre. Inferior: l'espai ampli entre dos grups de protuberàncies tendeix a omplir-se més lentament que els espais estrets entre els ressalts, donant lloc a la formació de forats a la zona sense patró.

L'efecte de proximitat en la litografia de feix d'electrons (EBL) és el fenomen amb la distribució de la dosi d'exposició i, per tant, el patró desenvolupat, és més àmpli que el patró escanejat a causa de les interaccions dels electrons del feix primari amb la resistència i el substrat. Aquests fan que la resistència fora del patró escanejat rebi una dosi diferent de zero.
Contribucions importants a la escissió de la cadena de polímers de resistència feble (per a resistències positives) o reticulació (per a resistències negatives) provenen de la dispersió cap endavant i la retrodispersió d'electrons. El procés de dispersió cap endavant es deu a les interaccions electró-electró que desvien els electrons primaris en un angle típicament petit, ampliant així estadísticament el feix a la resistència (i més al substrat). La majoria dels electrons no s'aturen a la resistència sinó que penetren al substrat. Aquests electrons encara poden contribuir a resistir l'exposició dispersant-se de nou a la resistència i provocant processos inelàstics o d'exposició posteriors. Aquest procés de retrodispersió s'origina, per exemple, a partir d'una col·lisió amb una partícula pesada (és a dir, el nucli del substrat) i condueix a una dispersió a gran angle de l'electró lleuger des d'una gamma de profunditats (micròmetres) al substrat. La probabilitat de retrodispersió de Rutherford augmenta ràpidament amb la càrrega nuclear del substrat Els efectes anteriors es poden aproximar mitjançant un model simple de dos gaussians on un feix d'electrons puntual perfecte s'amplia a una superposició d'un gaussià amb una amplada {\displaystyle {\displaystyle \alpha }} d'uns pocs nanòmetres per ordenar desenes de nanòmetres, depenent de la tensió d'acceleració, a causa de la dispersió cap endavant, i un gaussià amb una amplada {\displaystyle {\displaystyle \beta }} de l'ordre d'uns pocs micròmetres per ordenar desenes a causa de la retrodispersió, de nou en funció de la tensió d'acceleració però també dels materials implicats:
{\displaystyle PSF(r)={\frac {1}{\pi (1+\eta )}}\left[{\frac {1}{\alpha ^{2}}}e^{-{\frac {r^{2}}{\alpha ^{2}}}}+{\frac {\eta }{\beta ^{2}}}e^{-{\frac {r^{2}}{\beta ^{2}}}}\right]}
{\displaystyle \eta } és d'ordre 1, de manera que la contribució dels electrons retrodispersats a l'exposició és del mateix ordre que la contribució dels electrons dispersos directes cap endavant. {\displaystyle \alpha }, {\displaystyle \beta } i {\displaystyle \eta } estan determinats per la resistència i els materials del substrat i l'energia del feix primari. Els paràmetres del model de dos gaussians, inclòs el procés de desenvolupament, es poden determinar experimentalment exposant formes per a les quals la integral gaussiana es resol fàcilment, és a dir, donuts, amb dosi creixent i observant a quina dosi el centre resisteix esborra o no es neteja.